# Utah Blaze
Gli Utah Blaze sono una squadra di Arena Football League con sede a Salt Lake City, Utah. La squadra è stata fondata nel 2006.